# Alírezá Hajdárí
Alírezá Hajdárí (persky عليرضا حيدري‎) nebo (anglicky Alireza Heidari), (* 4. března 1976 v Teheránu, Írán) je bývalý íránský zápasník volnostylař, olympijský medailista z roku 2004.

## Sportovní kariéra
S volným stylem začínal ve 12 letech v rodném Teheránu. V seniorské reprezentaci se poprvé objevil v roce 1995. Připravoval se v Karadži v klubu Šafaq pod vedením Mohameda Kirmáního. V roce 1998 se před domácím publikem stal mistrem světa ve střední váze. V roce 2000 se kvalifikoval na olympijské hry v Sydney v těžké váze a bez potíží postoupil ze základní skupiny. Ve čtvrtfinále však o bod prohrál s Gruzíncem Eldarem Kurtanydzem a obsadil 6. místo. V roce 2004 startoval na olympijských hrách v Athénách. V základní skupině vrátil Kurtanydzemu těsnou porážku ze Sydney a postoupil do vyřazovacích bojů. V semifinále však překvapivě nestačil na mladého Dagestánce Magomeda Ibragimova reprezentujícího Uzbekistán a nakonec vybojoval bronzovou olympijskou medaili. Sportovní kariéru ukončil po roce 2006. Věnuje se funkcionářské činnosti v íránském zápasnickém sportu.

## Výsledky
| Turnaj            | 1997    | 1998    | 1999       | 2000       | 2001       | 2002       | 2003       | 2004       | 2005       | 2006       |
| Turnaj            | 21      | 22      | 23         | 24         | 25         | 26         | 27         | 28         | 29         | 30         |
| Turnaj            | střední | střední | těžká váha | těžká váha | těžká váha | těžká váha | těžká váha | těžká váha | těžká váha | těžká váha |
| ----------------- | ------- | ------- | ---------- | ---------- | ---------- | ---------- | ---------- | ---------- | ---------- | ---------- |
| Olympijské hry    |         |         |            | 6.         |            |            |            | 3.         |            |            |
| Mistrovství světa | 3.      | 1.      | 2.         |            | 16.        | 2.         | 2.         |            | —          | 5.         |